# SBB RABe 501

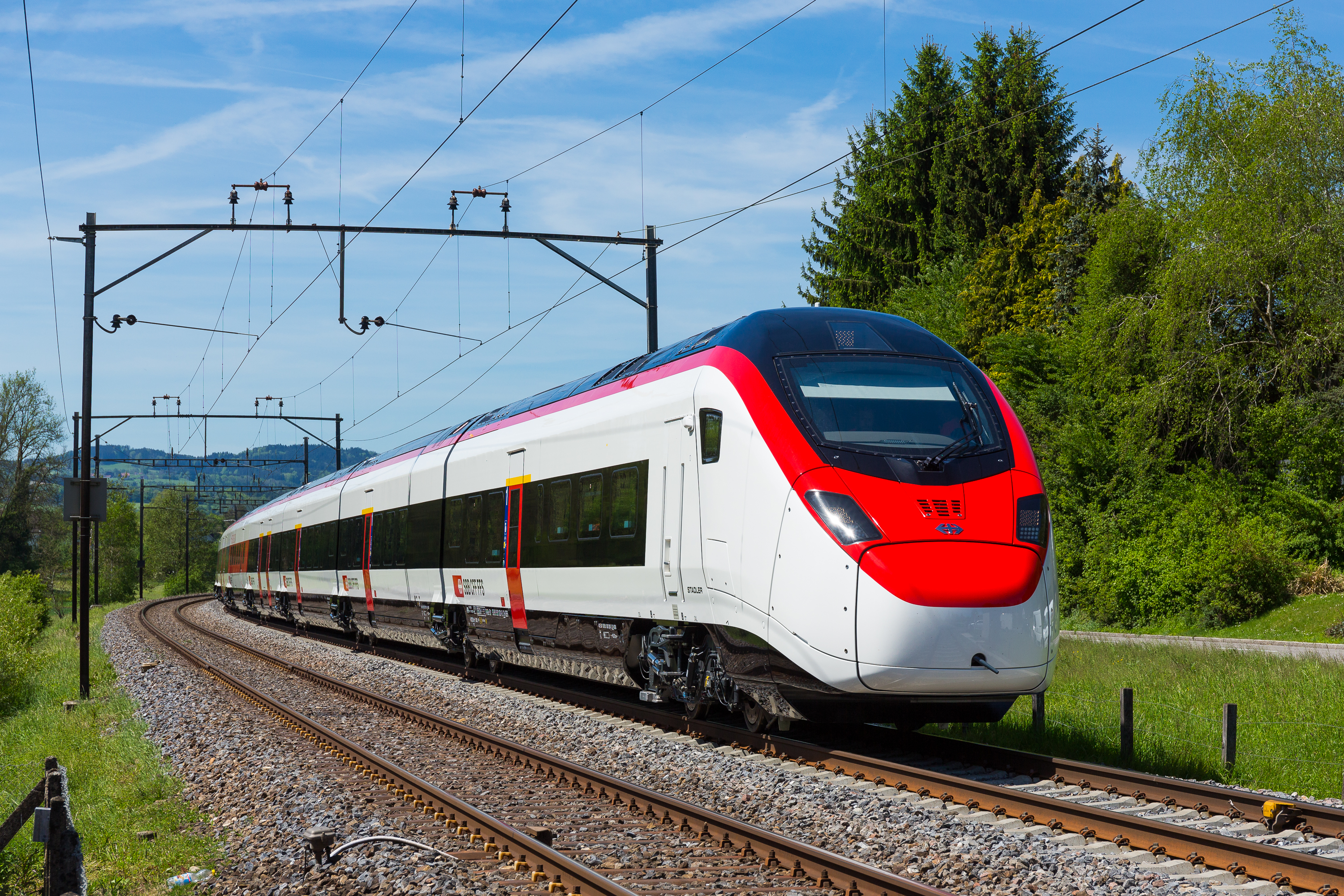
Een Giruno tijdens een testrit in 2017

De SBB RABe 501 of Giruno (Buizerd in het Reto-Romaans), door fabrikant Stadler SMILE (Schneller Mehrsystemfähiger Innovativer Leichter Expresszug) genoemd, is een model hogesnelheidstrein van de Zwitserse federale spoorwegen. Deze elektrisch treinstellen, elk bestaande uit elf rijtuigen, hebben een topsnelheid van 250 km/u en kunnen tot 407 passagiers vervoeren. Volgens de fabrikant waren het toen de enige hogesnelheidstreinen met een lage instap ter wereld en zijn deze daarmee beter toegankelijk voor passagier met een handicap, met gelijkvloerse toegang voor twee verschillende standaard perronhoogtes.

## Inzet
Naast Zwitserland is de Giruno toegelaten in Italië, Duitsland en Oostenrijk. Verbindingen naar Nederland zijn niet mogelijk omdat het materieel niet geschikt is voor 1,5 kV gelijkspanning.
Op dagelijkse planmatige basis:
IC 2 Zürich HB - Arth-Goldau - Bellinzona - Lugano (- Chiasso)
IC 21 Basel - Olten - Luzern - Arth-Goldau - Bellinzona - Lugano (- Chiasso)
EC Basel SBB/Zürich HB - Arth-Goldau - Bellinzona - Lugano - Chiasso - Milano Centrale/Genova PP/Venezia/Bologna
EC 151/EC 150 Frankfurt am Main Hbf - Karlsruhe - Freiburg - Basel SBB - Zürich HB - Arth-Goldau - Bellinzona - Lugano - Chiasso - Milano Cle.
Verder wordt de Giruno op onregelmatig basis ingezet op volgende verbindingen:
IC 3 (Basel -) Zürich HB - Sargans - Landquart - Chur
IR 36 Basel - Zürich HB - Zürich Flughafen